# Universidade de Pavia
A Universidade de Pavia ("Università degli Studi di Pavia", UNIPV, em italiano) é uma universidade localizada em Pavia, Itália. Foi fundada em 13 de Abril 1361, por Carlos IV, e é constituída por 9 faculdades.
A Universidade de Pavia é uma das universidades italianas e europeias mais antigas e importantes. Em particular, a sua Faculdade de Medicina, Ciência Política e Direito desfrutar de um prestígio especial na Europa por sua pesquisa pioneira e sua tradição secular que tem visto muitos alunos ilustres. Já no ano 825 Pavia foi o local de uma importante escola de retórica estabelecida pelo imperador Lotário I, no entanto, é apenas graças ao imperador Carlos IV em 1361, que foi fundada em Pavia um Studium Generale, que o Papa Bonifácio IX reconhecidos os mesmos direitos que a Universidade de Bolonha e Paris. Com diploma imperial datado 1485 no Studium Generale foi então transformado em universidades. A Universidade de Pavia tem um patrimônio cultural excepcional acumulada e armazenada no decorrer de sua longa história. Coleções importantes de interesse histórico e científico, único em sua espécie: eles são, de facto, composta por peças adquiridas de forma aleatória, mas aumentou ao longo do tempo, em paralelo com o desenvolvimento do ensino e da investigação científica em seus respectivos campos.
Entre seus ilustres estava Camillo Golgi. Em 1876, depois do seu regresso à Universidade de Pavia, continuou o estudo das células nervosas, obtendo provas da existência de uma rede irregular de fibrilhas, cavidades e grânulos (a que depois seria dado o nome de aparelho (ou Complexo) de Golgi), que desempenha um papel essencial em operações celulares como a construção da membrana, o armazenamento de lípidos e proteínas ou o transporte de partículas ao longo da membrana celular. Em 1906 Golgi recebeu o Nobel de Fisiologia (Medicina) conjuntamente com Santiago Ramón y Cajal, pelos seus estudos sobre a estrutura do sistema nervoso conduzidos em Pavia.
Outro ilustre foi Alessandro Volta que ocupou a cadeira de física experimental na Universidade de Pavia por quase 40 anos e foi amplamente idolatrado por seus alunos pelo intento da invenção da bateria elétrica e descobrimento do metano. A unidade SI de tensão elétrica é nomeada em sua homenagem como o volt